# Fira
Fira (řecky Φηρά) je komunita a hlavní město souostroví a obce Santorini v Řecku. Nachází se na ostrově Théra a je hlavním sídlem obecní jednotky Théra. Je jednou z dvanácti komunit v obecní jednotce a jednou z třinácti na ostrově.

## Obyvatelstvo
Komunita Fira je tvořena pěti sídly na hlavním ostrově a šesti dalšími ostrovy a ostrůvky.
- - komunita Fira (1857) — Exo Gialos (71), Exo Katokies (26), Fira (1616), Mesa Katokies (26), Ormos Firon (0) a ostrovy Askania (0), Aspronisi (0), Eschati (0), Nea Kameni (0), Palea Kameni (1), Christiana (0),

## Historie
Město bylo založeno v 18. století a jeho jméno pochází od slova Thira, což je starověké jméno pro souostroví Santorini. Usadili se zde obyvatelé z opuštěného města Skaros, které bylo zničeno zemětřesením. Začátkem 19. století se ostrov stal součástí Osmanské říše a Fira se stala jeho hlavním městem, jelikož měla přístup k moři.

## Památky
Fira je známá svou tradiční řeckou kykladskou bílou lidovou architekturou, bíle omítnutými domy a dvěma stejnými kostely. Patří mezi tradiční řecká sídla, kde můžeme vidět typický řecký ostrovní život. Ve městě se nachází i archeologické muzeum, kde jsou uloženy známé mínojské artefakty.